# ماسیمو کودا
ماسیمو کودا (انگلیسی: Massimo Coda؛ زادهٔ ۱۰ نوامبر ۱۹۸۸) بازیکن فوتبال اهل ایتالیا است.
از باشگاه‌هایی که در آن بازی کرده‌است می‌توان به باشگاه فوتبال گوریتسا، باشگاه فوتبال پارما، باشگاه فوتبال کرمونزه، باشگاه فوتبال سالرنیتانا، باشگاه فوتبال بولونیا، و باشگاه فوتبال کروتونه اشاره کرد.